# Sopravvissuti (album)
Sopravvissuti è un album dell'hardcore punk band italiana Rappresaglia.

## Brani
1. Sopravvissuto
2. Smash You
3. Psicolabile
4. Riding The Night
5. Undertown
6. Superman
7. Victims
8. Bad Child
9. Abisso
10. L'Ultima Novità
11. You & Me
12. Wild Generation
13. I'm The Leader Of The Gang